# Le Castellet, Var
Le Castellet là một xã thuộc tỉnh Var trong vùng Provence-Alpes-Côte d’Azur, Pháp. Xã này có diện tích 44,77 km², dân số năm 2006 là 4154 người. Xã này nằm ở khu vực có độ cao trung bình 300 mét trên mực nước biển.

## Biến động dân số
| Năm | 1962  | 1968  | 1975  | 1982  | 1990  | 1999  | 2006  |
| --- | ----- | ----- | ----- | ----- | ----- | ----- | ----- |
| Dân số | 1 222 | 1 229 | 2 048 | 2 332 | 3 084 | 3 799 | 4 154 |
| From the year 1962 on: No double counting—residents of multiple communes (e.g. students and military personnel) are counted only once. |       |       |       |       |       |       |       |